# Regi Penxten
Reginald Penxten (Hasselt, 4 maart 1976), beter bekend onder zijn artiestennaam Regi, is een Belgische dj en producer. Hij is sinds de jaren negentig zeer succesvol als producer en songwriter achter talloze dance-acts, waaronder Milk Inc. en Sylver.

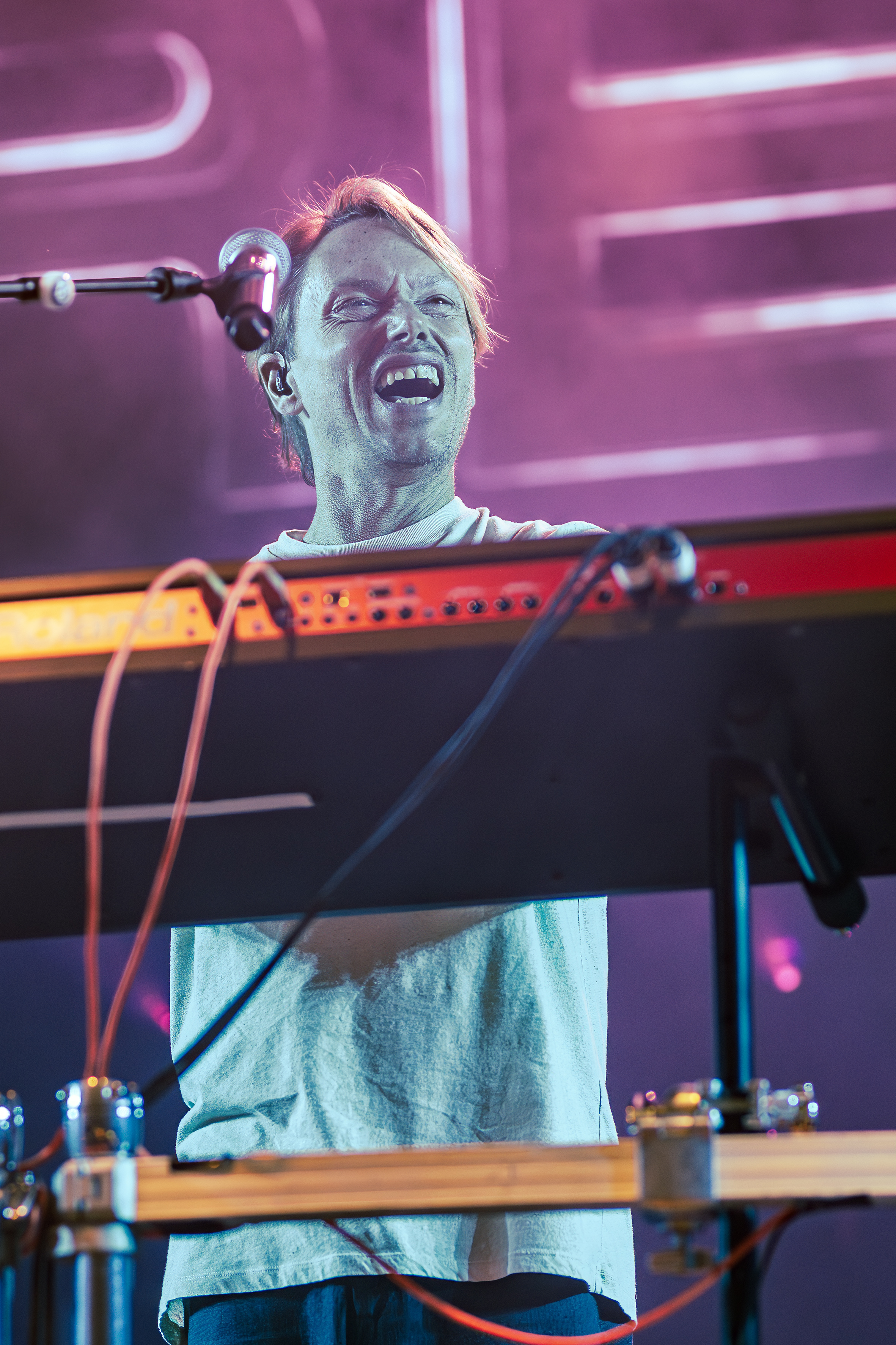
Regi Penxten

## Loopbaan
Regi begon al op jonge leeftijd met het maken van dancemuziek. Toen hij 18 was, bracht hij zijn eerste ep uit. Vanaf 1996 was hij actief als producer van de Belgische dancegroep Milk Inc., die zowel in België als internationaal grote hits scoorde met onder meer Walk on Water (2000), Wide Awake (2001) en Whisper (2004). Tegelijkertijd was Regi ook zeer succesvol als producer van vele andere acts, waaronder Sylver.
Vanaf 2004 begon Regi ook muziek uit te brengen onder zijn eigen naam. Zijn populariteit bleef in Vlaanderen zeer groot dankzij nummers als Lonely (2004, met Trancelucent), I fail (2007, met Scala), AAA anthem (2007, met Bart Peeters) en Night & day (2008, met Tom Helsen). De Regi in the mix-albums, waarvan 15 delen verschenen, waren vrijwel allemaal goed voor een gouden plaat. In 2007 verscheen zijn eerste echte soloalbum Registrated, met daarop ook de hit No music, die hij zelf inzong. In 2009 en 2010 scoorde hij weer twee nummer 1-hits met Milk Inc., respectievelijk Blackout en Storm. Zijn tweede soloalbum Registrated 2 kwam uit in 2010 en voerde zes weken de Vlaamse albumlijst aan.
Met Where did you go (Summer love) stond Regi in de zomer van 2017 vier weken op nummer 1 in de Vlaamse Ultratop 50. Een jaar later volgde een nog groter succes met Ellie, een samenwerking met de Nederlandse zanger Jake Reese die zeven weken op nummer 1 bleef en met dubbel platina werd bekroond.
In het voorjaar van 2020 was Regi een van de deelnemers aan het televisieprogramma Liefde voor muziek, waarin verschillende artiesten elkaars nummers coveren. Voor de hieruit afkomstige single Kom wat dichterbij (oorspronkelijk een nummer van Gene Thomas), schakelde Regi de hulp in van Jake Reese en Olivia Trappeniers (OT). Deze single stond ruim een half jaar op nummer 1 in de Vlaamse Top 50 en groeide in Vlaanderen uit tot een van de grootste Nederlandstalige hits ooit. Het won later dat jaar de Radio 2 Zomerhit.
Door het grote succes van Kom wat dichterbij ging Regi zich meer concentreren op Nederlandstalige muziek. In mei 2020 bracht hij zijn vierde album Vergeet de tijd uit. De titelsong hiervan werd ingezongen door Camille. Regi stond aan de basis van haar solocarrière en haar debuutalbum Vuurwerk werd mede door hem geschreven en geproduceerd. In de zomer van 2021 werkte Regi samen met Niels Destadsbader op de single De wereld draait voor jou, dat hem opnieuw een nummer 1-hit en de Radio 2 Zomerhit opleverde. Rond diezelfde periode ging op VTM 2 het programma Regi Academy van start, waarin Regi met enkele andere juryleden op zoek ging naar nieuw talent. De winnares van het eerste seizoen werd Pauline Slangen, met wie Regi vervolgens de single Duizend sterren opnam. Een tweede seizoen van Regi Academy volgde in 2022.
In het najaar van 2022 gaf Regi een uitverkocht concert in het Sportpaleis in Antwerpen. Eerder had hij daar al meermaals opgetreden met Milk Inc. en in 2021 stond hij er voor het eerst solo.

### Overige activiteiten
- Regi presenteerde vanaf de start van Vlaamse radiozender MNM in 2009 wekelijks dj-sessies in MNM Dance Regi in the mix, later MNM Party Regi in the mix. In 2021 stapte hij over naar Qmusic, waar hij Radio Regi presenteert.[1]
- Regi had zijn eigen realitysoap op de Vlaamse muziekzender JIMtv, getiteld Regi's World. Hierin wordt zijn leven gevolgd. Hierin is te zien hoe hij, met wisselend succes, draait in zowel binnen- als buitenlandse discotheken, speelt tijdens optredens van Milk Inc. of liedjes produceert voor een van zijn projecten. In september 2009 ging het vijfde seizoen van start en het zesde seizoen startte op 9 januari 2011.
- Regi heeft tevens de melodie van Blokken gecomponeerd die tussen 1 september 2008 en 24 juni 2011 in gebruik was.
- In 2016 werd Regi zaakvoerder van de dan opgerichte muziekuitgeverij Tous Ensemble Publishing, een samenwerking van de Belgische platenfirma CNR Records en het Nederlandse Cloud 9 Music die de auteursbelangen van muzikanten moet vertegenwoordigen.[2][3]

## Projecten
| Project                          | Tijdspanne            | Betrokken personen                                                    |
| -------------------------------- | --------------------- | --------------------------------------------------------------------- |
| 2 In Da Bush                     | 1997                  | Wout Van Dessel                                                       |
| Anneke van Hooff                 | 2004                  | Anneke van Hooff                                                      |
| Aqualords                        | 1997–2000             | Nico Parisi, Steve Spaas                                              |
| Bibi                             | 1999–2000             | Bibi, Sofie Lambaerts                                                 |
| Tune Blokken                     | 2008-2011             | -                                                                     |
| Catwoman                         | 1995                  | Filip Vandueren, Maurits Engelen                                      |
| CHDJ vs. DJRE                    | 2005                  | Francisco Javier Chumillas Sáez, Steve Spaas, Helen Geens             |
| Coyote                           | 1995                  | Ivo Donckers                                                          |
| David                            | 1998                  | David van Destel                                                      |
| DJ Kane                          | 2001–2004             | Kim Hulsmans                                                          |
| DJ Philip                        | 2002–2003             | Philip Meers                                                          |
| Ellis-T                          | 2007–2008             | Sabrina Gust, Grisha, Valerie                                         |
| Flesh & Bones                    | 2002–2003             | Wout Van Dessel, Birgit Casteleyn                                     |
| For a Jumper                     | 2007                  | -                                                                     |
| Illusion 8 Ft. Karnak-X          | 1995                  | Filip Vandueren, Ivo Donckers                                         |
| Illusion 10 by DJ Wout Ft. K-Lab | 1996                  | Wout Van Dessel                                                       |
| Jessy                            | 2002–2005             | Filip Vandueren, Jessy de Smet                                        |
| Katerine                         | 2005                  | Filip Vandueren, Katerine Avgoustakis                                 |
| K-Lab                            | 1994–2001             | Filip Vandueren                                                       |
| K-Lab II                         | 1995                  | Filip Vandueren                                                       |
| K-Lab Vs. Philip Banks           | 1995                  | Filip Vandueren                                                       |
| K-Voice Ft. La Luna              | 1999                  | Michël Rogier                                                         |
| La Luna                          | 1999–2002             | Steve Spaas, Sofie Lambaerts                                          |
| Li-Ann                           | 2006                  | Filip Vandueren, Carlton Martinez, Lianne van Groen                   |
| Marjolein                        | 2006–2007             | Marjolein Lecluyze                                                    |
| Milk Inc.                        | 1996– 2000 1996-heden | Ivo Donckers Filip Vandueren, Linda Mertens                           |
| Nicolas                          | 2006                  | Nicolas Caeyers                                                       |
| Outworld                         | 1998–2000             | Pieter-Jan Verachtert                                                 |
| P.M.W.                           | 2002                  | Philip Meers                                                          |
| Peter Van de Veire               | 2008                  | Peter Van de Veire, Kris Wauters, Jeroen Swinnen, Frank Vander linden |
| Regg                             | 1996                  | -                                                                     |
| Regg & Arkin                     | 1995–1997             | Ivo Donckers, Cornelia van Lierop                                     |
| Regi                             | 2005–heden            | -                                                                     |
| Regi & Wout                      | 2006                  | Wout Van Dessel                                                       |
| Rego & Philipo                   | 2001–2003             | Philip Meers                                                          |
| Space Cadetz                     | 2000                  | Steve Spaas                                                           |
| Static-D                         | 1996                  | Ivo Donckers                                                          |
| Subsunday                        | 2002–2003             | Axel Vidts                                                            |
| Sylver                           | 2000–heden            | Wout Van Dessel, Silvy De Bie                                         |
| Tales Of Dj Philip               | 2000–2001             | Philip Meers                                                          |
| The Klan                         | 1994                  | Filip Vandueren                                                       |
| The Vibro Dwarfs                 | 1997                  | Ivo Donckers                                                          |
| Tiny-K.                          | 2002                  | Christophe Dom                                                        |
| TLD                              | 2002–2003             | Ariane Jansoone, Anneke van Hooff                                     |
| Tony Hadley                      | 2000–2002             | John Miles Jr., Tony Hadley                                           |
| Trancelucent                     | 2002–2004             | Steven Schellens                                                      |
| Tyfoon                           | 2002                  | Patrick Plessers, Johny Vosdellen, Dalila Sestu                       |
| Union 1                          | 2001                  | Pedro Rodriguez, Philippe Rodiers, Steve Spaas, Karine Boelaerts      |
| Zeppe & Zikki                    | 2009                  | Urbanus                                                               |

## Discografie

### Albums
| Album met hitnotering(en) in de Vlaamse Ultratop 200 albums | Datum van verschijnen | Datum van binnenkomst | Hoogste positie | Aantal weken | Opmerkingen   |
| ----------------------------------------------------------- | --------------------- | --------------------- | --------------- | ------------ | ------------- |
| Regi in the mix 1                                           | 2005                  | -                     |                 |              |               |
| The best of                                                 | 2005                  | 03-12-2005            | 8               | 18           | Verzamelalbum |
| Regi in the mix 2                                           | 2006                  | -                     |                 |              |               |
| Regi in the mix 3                                           | 2006                  | -                     |                 |              |               |
| Regi in the mix 4                                           | 2007                  | -                     |                 |              | Goud          |
| Registrated                                                 | 05-11-2007            | 10-11-2007            | 2               | 55           | Goud          |
| Registrated the jump remixes                                | 2007                  | -                     |                 |              |               |
| Regi in the mix 5                                           | 2008                  | -                     |                 |              | Goud          |
| Live in Antwerp                                             | 06-10-2008            | -                     |                 |              | Livealbum     |
| Regi in the mix 6                                           | 2008                  | -                     |                 |              | Goud          |
| Regi in the mix 7                                           | 2009                  | -                     |                 |              | Goud          |
| Live in Hasselt                                             | 20-11-2009            | -                     |                 |              | Livealbum     |
| Regi in the mix 8                                           | 2009                  | -                     |                 |              | Goud          |
| Registrated 2                                               | 25-06-2010            | 03-07-2010            | 1 (6wk)         | 33           | Goud          |
| Regi in the mix 9                                           | 2010                  | -                     |                 |              | Goud          |
| Regi in the mix 10                                          | 2011                  | -                     |                 |              | Goud          |
| Regi in the mix 11                                          | 2011                  | -                     |                 |              | Goud          |
| Regi in the mix 12                                          | 2012                  | -                     |                 |              | Goud          |
| Regi in the mix 13                                          | 2012                  | -                     |                 |              | Goud          |
| Regi in the mix 14                                          | 2013                  | -                     |                 |              | Goud          |
| Regi in the mix 15                                          | 2014                  | -                     |                 |              | Goud          |
| Voices                                                      | 30-10-2015            | 07-11-2015            | 1 (1wk)         | 20           |               |
| Vergeet de tijd                                             | 15-05-2020            | 23-05-2020            | 3               | 133          | Goud          |

### Singles
| Single met eventuele hitnotering(en) in de Nederlandse Top 40 | Datum van verschijnen | Datum van binnenkomst | Hoogste positie | Aantal weken | Opmerkingen                                      |
| ------------------------------------------------------------- | --------------------- | --------------------- | --------------- | ------------ | ------------------------------------------------ |
| I fail                                                        | 2008                  | -                     | -               | -            | met Scala / Nr. 37 in de B2B Single Top 100      |
| Take it off                                                   | 2010                  | 22-01-2011            | tip18           | -            | met Kaya Jones / Nr. 23 in de B2B Single Top 100 |

| Single met hitnotering(en) in de Vlaamse Ultratop 50 | Datum van verschijnen | Datum van binnenkomst | Hoogste positie | Aantal weken | Opmerkingen                                                  |
| ---------------------------------------------------- | --------------------- | --------------------- | --------------- | ------------ | ------------------------------------------------------------ |
| Lonely                                               | 2004                  | 02-10-2004            | 3               | 16           | met Trancelucent                                             |
| No music                                             | 2005                  | 24-09-2005            | 6               | 10           |                                                              |
| I fail                                               | 2007                  | 09-06-2007            | 5               | 24           | met Scala                                                    |
| Aaa anthem                                           | 15-10-2007            | 27-10-2007            | 4               | 16           | met BP                                                       |
| Punish                                               | 18-02-2008            | 23-02-2008            | 9               | 9            | met Koen Buyse                                               |
| Night & day                                          | 09-06-2008            | 21-06-2008            | 4               | 19           | met Tom Helsen                                               |
| Loaded gun                                           | 07-12-2009            | 19-12-2009            | 11              | 6            | met Tyler                                                    |
| Hang on                                              | 07-06-2010            | 19-06-2010            | 10              | 9            | met Stan Van Samang                                          |
| Take it off                                          | 17-09-2010            | 18-09-2010            | 13              | 8            | met Kaya Jones                                               |
| Runaway                                              | 29-11-2010            | 18-12-2010            | tip5            | -            | met Tyler                                                    |
| We be hot                                            | 20-06-2011            | 16-07-2011            | 9               | 8            | met Turbo B & Ameerah                                        |
| Momentum                                             | 06-02-2012            | 03-03-2012            | 7               | 10           | met Dimitri Vegas & Like Mike / Goud                         |
| Our love                                             | 2012                  | 22-12-2012            | 17              | 4            | met Stereo Palma & Craig David                               |
| Reckless                                             | 2014                  | 22-02-2014            | 3               | 6            | met Moya                                                     |
| Invincible                                           | 2014                  | 10-05-2014            | 14              | 6            | met Moya                                                     |
| Wait till tomorrow                                   | 2014                  | 04-10-2014            | 2               | 7            | met Yves V & Mitch Crown                                     |
| When it comes to love                                | 2015                  | 12-09-2015            | 5               | 8            | met Lester Williams & Patti Russo                            |
| The party is over                                    | 2015                  | 07-11-2015            | 8               | 6            | met Sem Thomasson & LX                                       |
| Elegantly wasted                                     | 2015                  | 21-11-2015            | 14              | 5            | met Scala                                                    |
| Should have been there                               | 2016                  | 30-07-2016            | 34              | 13           |                                                              |
| Where did you go (Summer love)                       | 2017                  | 08-07-2017            | 1 (4wk)         | 22           | Platina                                                      |
| You have a heart                                     | 2017                  | 16-12-2017            | 3               | 18           | met OT / Goud                                                |
| Ellie                                                | 2018                  | 19-05-2018            | 1 (7wk)         | 35           | met Jake Reese / 2 × platina                                 |
| Ordinary                                             | 14-12-2018            | 22-12-2018            | 4               | 26           | met Milo Meskens / Platina                                   |
| Summer life                                          | 14-06-2019            | 22-06-2019            | 5               | 22           | met Jake Reese & OT / Platina                                |
| Rebel                                                | 2019                  | 30-11-2019            | tip29           | -            | met Jebroer                                                  |
| Kom wat dichterbij                                   | 13-03-2020            | 20-03-2020            | 1 (8wk)         | 31           | met Jake Reese & OT / 3 × platina Nr. 1 in de Vlaamse Top 50 |
| Zo ver weg                                           | 13-04-2020            | 25-04-2020            | 26              | 10           | met Jake Reese & OT Nr. 3 in de Vlaamse Top 50               |
| They don't know                                      | 2020                  | 16-05-2020            | tip4            | -            | met OT                                                       |
| It's gonna be alright                                | 2020                  | 23-05-2020            | tip             | -            | met Lester Williams                                          |
| I won't tell                                         | 2020                  | 11-07-2020            | tip             | -            | met Mattn                                                    |
| Vergeet de tijd                                      | 25-09-2020            | 02-10-2020            | 4               | 21           | met Camille / Platina Nr. 1 in de Vlaamse Top 50             |
| Vechter                                              | 13-11-2020            | 20-11-2020            | 7               | 18           | met Camille / Platina Nr. 2 in de Vlaamse Top 50             |
| Alles is op                                          | 2021                  | 09-01-2021            | tip11           | -            | met Samson                                                   |
| De wereld draait voor jou                            | 28-04-2021            | 09-05-2021            | 1 (2wk)         | 20           | met Niels Destadsbader / Platina Nr. 1 in de Vlaamse Top 50  |
| Duizend sterren                                      | 25-09-2021            | 02-10-2021            | 12              | 19           | met Pauline Nr. 1 in de Vlaamse Top 30                       |
| Lost without you                                     | 12-11-2021            | 27-11-2021            | 34              | 5            | met Pauline                                                  |
| Zwaartekracht                                        | 18-03-2022            | 27-03-2022            | 7               | 27           | met Emma Heesters / Platina Nr. 2 in de Vlaamse Top 30       |
| Als ik mezelf verlies                                | 28-10-2022            | 05-11-2022            | 9               | 16           | met Arno & Melanie Nr. 2 in de Vlaamse Top 30                |
| Horen, zien en zwijgen                               | 06-05-2023            | 14-05-2023            | 9               | 21           | met Maxine Nr. 3 in de Vlaamse Top 30                        |
| You'll Never Let me Down                             | 2025                  | 29-03-2025            | 20              | 14*          | met Teddy Bee                                                |

## Prijzen en nominaties
| Jaar | Prijs                      | Categorie                                | Resultaat   |
| ---- | -------------------------- | ---------------------------------------- | ----------- |
| 2010 | Music Industry Awards 2010 | Beste dance                              | Genomineerd |
| 2017 | Music Industry Awards 2017 | Hit van het jaar                         | Genomineerd |
| 2018 | Music Industry Awards 2018 | Hit van het jaar (Ellie)                 | Genomineerd |
| 2018 | Music Industry Awards 2018 | Beste dance                              | Genomineerd |
| 2018 | Het gala van de gouden K's | Muziek-ster van het jaar                 | Genomineerd |
| 2018 | Het gala van de gouden K's | Beste nummer (Ellie)                     | Gewonnen    |
| 2019 | Music Industry Awards 2019 | Hit van het jaar (Ordinary)              | Genomineerd |
| 2019 | Music Industry Awards 2019 | Beste dance                              | Genomineerd |
| 2019 | Radio 2 Zomerhit           | Zomerhit (Summer Life)                   | Genomineerd |
| 2019 | Het gala van de gouden K's | Muziek-ster van het jaar                 | Genomineerd |
| 2020 | Radio 2 Zomerhit           | Zomerhit (Kom wat dichterbij)            | Gewonnen    |
| 2020 | Het gala van de gouden K's | Muziek-ster van het jaar                 | Genomineerd |
| 2020 | Het gala van de gouden K's | Beste nummer (Kom wat dichterbij)        | Gewonnen    |
| 2021 | Radio 2 Zomerhit           | Zomerhit (De wereld draait voor jou)     | Gewonnen    |
| 2021 | Music Industry Awards 2021 | Hit van het jaar (Kom wat dichterbij)    | Gewonnen    |
| 2021 | Music Industry Awards 2021 | Beste album (Vergeet de tijd)            | Genomineerd |
| 2021 | Music Industry Awards 2021 | Beste dance                              | Gewonnen    |
| 2021 | Music Industry Awards 2021 | Beste live act                           | Genomineerd |
| 2021 | Music Industry Awards 2021 | Beste producer                           | Genomineerd |
| 2021 | Het gala van de gouden K's | Artiest van het jaar                     | Genomineerd |
| 2021 | Het gala van de gouden K's | Beste nummer (De wereld draait voor jou) | Genomineerd |
| 2022 | Radio 2 Zomerhit           | Zomerhit (Zwaartekracht)                 | Genomineerd |
| 2022 | Music Industry Awards 2022 | Beste dance                              | Gewonnen    |
| 2022 | Music Industry Awards 2022 | Producer                                 | Genomineerd |
| 2023 | Radio 2 Zomerhit           | Zomerhit (Horen, zien en zwijgen)        | Genomineerd |
| 2023 | Music Industry Awards 2023 | Dance                                    | Gewonnen    |
| 2023 | Music Industry Awards 2023 | Live act                                 | Genomineerd |

## Filmografie
- De Slimste Mens ter Wereld (2008) - als zichzelf
- F.C. De Kampioenen (2010) - als zichzelf
- Familie (2011) - als zichzelf
- The Voice van Vlaanderen (2014) - coach
- Tegen de sterren op (2014) - als zichzelf
- The Voice Kids (2014) - coach
- Safety First (2015) - als zichzelf
- D5R: de film (2017) - als zichzelf
- Liefde voor muziek (2020) - deelnemer
- De Zomer van (2020) - als zichzelf
- Regi Academy (2021–2022) - als zichzelf (VTM 2)
- Villa Zuid-Afrika (2021)
- Het Huis (2023) - als zichzelf
- Regi Gaat Trouwen (2024) - als zichzelf

## Privé
Regi Penxten was getrouwd met Elke Vanelderen. Het kerkelijk huwelijk op 2 juni 2012 werd rechtstreeks uitgezonden op JIM; het koppel trouwde eerder in besloten kring voor de wet. Ze hebben twee dochters. Op 29 januari 2021 kondigden ze hun scheiding aan. Op 2 december 2023 hertrouwde Regi met Kristel Hubeny in Genk. Ook dit huwelijk kwam uitgebreid in de media; er werd onder meer een realityserie van gemaakt. Eind 2024 kreeg het stel een dochter.
Op 31 januari 2010 werd hij gehuldigd tot ereburger van Heusden-Zolder.